# 馬里光瀑布
馬里光瀑布，又名「抬耀瀑布」，位於新竹縣尖石鄉馬里闊丸溪右岸支流石磊溪上游，為包覆式懸谷瀑布，瀑布標高約1085公尺至1025公尺，落差約60公尺，為新竹縣規模最大的瀑布之一。瀑布下設有觀景平台及座椅，可在此駐足賞瀑，馬里光瀑布步道長約600公尺，平緩易行，步道入口腹地狹小，僅可迴車，無停車空間。

## 交通資訊
- 自行開車：由國道三號福爾摩沙高速公路下竹林交流道，沿縣道120號往尖石方向前進，於尖石大橋右轉竹60線續行，行經宇老派出所、觀景台，續往秀巒方向，遇竹60-1線玉峰道路往石磊方向，經玉峰國小約1.2公里岔路右轉石磊道路，過玉峰大橋續行，約於石磊道路8K處，可看到「上抬耀部落」木雕像造景，依指標轉上抬耀道路，遇岔路有「馬里光瀑布400M」指標，可於寬敞處停車，或往下行駛至工寮停車，沿水泥產業道路往下，即抵達馬里光瀑布步道入口。

## 解
1. ↑  石磊部落稱其為馬里光瀑布，抬耀部落則稱其為抬耀瀑布。
2. ↑  根據《臺灣通用電子地圖【NLSC】》、《臺灣通用正射影像【NLSC】》對照。